# کابو
کابو (به لاتین: Kabo) یک شهرک و زیستگاه انسانی در جمهوری آفریقای مرکزی است که در اوهام واقع شده‌است.

## خصوصیات
کابو ۱۳٬۶۳۷ نفر جمعیت دارد و ۴۲۱ متر بالاتر از سطح دریا واقع شده‌است.